# کهریزسردار
کهریزسردار، روستایی از توابع بخش مرکزی شهرستان بوکان در استان آذربایجان غربی ایران است.

## جمعیت
این روستا در دهستان بهی فیض‌الله بیگی قرار دارد و براساس سرشماری مرکز آمار ایران در سال ۱۳۸۵، جمعیت آن ۳۲۷ نفر (۶۴ خانوار) بوده‌است.